# Sigečica
Sigečica je zagrebačko gradsko naselje (kvart) koje se nalazi u sastavu gradske četvrti Trnje.

## Zemljopis
Prostire se na području južno od Vukovarske avenije, zapadno od Radničke ceste, istočno od Držićeve avenije i sjeverno od Slavonske avenije. Površina naselja je 82,06 hektara. Prosječna nadmorska visina naselja je 114 metara, a zemljopisne koordinate su 45°47'57"N i 16°0'24"E.

## Povijest
Sigečica je ime pašnjaka koji se nekoć prostirao južno od Slavonske avenije i istočno od Držićeve ulice.
Naselje toga imena nastalo je poslije prvog svjetskog rata na tadašnjoj jugoistočnoj periferiji Zagreba, kada se grad počeo naglo širiti. Uz Sigečicu razvija se i naselje Kanal. Stanovnici su pretežito bili radnici i niži službenici, a živjeli u malim obiteljskim kućama.
Nedugo nakon masovnijeg doseljavanja i povećanja broja stanovnika Sigečice, osnovana je i crkvena župa - Župa svete obitelji službeno je utemeljena dekretom nadbiskupa dr. Antuna Bauera 20. travnja 1937. godine.

## Stanovništvo
Broj stanovnika, prema, Popisu stanovništva u Republici Hrvatskoj 2021. godine, iznosi 6077 - od čega 3263 žena i 2814 muškaraca. Najviše stanovnika je u dobnoj skupini od 15-64 - 3974 stanovnika, zatim 65 i stariji - 1138 dok je najmanje u dobnoj skupini 0-14 - njih 965.
| Dobna skupina | Broj stanovnika |
| ------------- | --------------- |
| 0-14          | 965             |
| 15-64         | 3974            |
| 65 i više     | 1138            |

U odnosu na 2011., kada je broj stanovnika iznosi 5785, broj stanovnika 2021. godine bilježi rast od 5,05 % odnosno 292 stanovnika.

## Promet
Oko naselja (ulicom grada Vukovara i avenijom Marina Držića) smještena je tramvajska pruga kojom prolaze linije 2, 3 i 13 (Vukovarska ulica), te 6, 7 i 8 (Držićeva avenija).
1. ↑  Popis stanovništva, kućanstava i stanova. www.zagreb.hr. Pristupljeno 13. svibnja 2025.
2. ↑  Popis stanovništva 2011. web.dzs.hr. Pristupljeno 13. svibnja 2025.